# Dimmornas kaj
Dimmornas kaj (originaltitel: Le Quai des brumes) är en fransk dramafilm från 1938 i regi av Marcel Carné, med bland andra Jean Gabin, Michel Simon, Michèle Morgan och Pierre Brasseur i rollerna. Manuset skrevs av Jacques Prévert, baserat på romanen med samma titel från 1927 av Pierre Mac Orlan.

## Medverkande
| Jean Gabin      | – Jean              |
| Michel Simon    | – Zabel             |
| Michèle Morgan  | – Nelly             |
| Pierre Brasseur | – Lucien            |
| Édouard Delmont | – Panama            |
| Raymond Aimos   | – Quart Vittel      |
| Robert Le Vigan | – Le peintre        |
| René Génin      | – Le docteur        |
| Marcel Pérès    | – Le chauffeur      |
| Léo Malet       | – Le soldat         |
| Jenny Burnay    | – L'mmie de Lucien  |
| Roger Legris    | – Le garçon d'hôtel |
| Martial Rèbe    | – Le client         |